# Teoria da aprendizagem
Denominam-se teorias da aprendizagem, em Psicologia e em Educação, aos diversos modelos que visam explicar o processo de aprendizagem pelos indivíduos.
Embora desde a Grécia antiga se hajam formulado diversas teorias sobre a aprendizagem, as de maior destaque na educação contemporânea são a de Jean Piaget e a de Lev Vygotsky.

## Behaviorismo
De acordo com o pensamento comportamentalista, o objeto de estudo da Psicologia deve ser a interação entre o organismo e o ambiente.
Embora o comportamentalismo (ou behaviorismo) tenha raízes nos trabalhos pioneiros do estadunidense John B. Watson (1878-1958) e nos do russo Ivan Petrovich Pavlov (1849-1936), o estabelecimento dos seus princípios e teoria foi responsabilidade do psicólogo estadunidense Burrhus Frederic Skinner (1904-1990), que se tornou o representante mais importante da corrente comportamental. Ele lançou o conceito de "condicionamento operante" a partir das suas experiências com ratos em laboratório, utilizando o equipamento que ficou conhecido como Caixa de Skinner (1953). Por esse conceito explicou que, quando um comportamento é seguido da apresentação reforço positivo (recompensa) ou negativo (supressão de algo desagradável - não confundir com punição), a frequência deste comportamento aumenta ou diminui, a depender de como foi programada a experiência/intervenção.

## Epistemologia Genética
Esta teoria do desenvolvimento da inteligência foi desenvolvida pelo biólogo, psicólogo e epistemólogo suíço Jean Piaget (1896-1980), e consiste em parte numa combinação das teorias filosóficas existentes à época, o apriorismo e o empirismo. Baseado em experiências com crianças a partir do nascimento até a adolescência, Piaget postulou que o conhecimento não é totalmente inerente ao próprio sujeito, como postula o apriorismo, nem provém totalmente do meio que o cerca, como postula o empirismo.
Para Piaget, o conhecimento é construído através da interação do sujeito com seu meio, a partir de estruturas existentes. Assim sendo, a aquisição de conhecimentos depende tanto das estruturas cognitivas do sujeito como da relação dele, sujeito, com o objeto.

### Estágios de desenvolvimento
Para Piaget, o desenvolvimento humano obedece certos estágios hierárquicos, que decorrem do nascimento até se consolidarem por volta dos 16 anos. A ordem destes estágios seria invariável, embora os intervalos de tempo de cada um deles não sejam fixos, podendo variar em função do indivíduo, do ambiente e da cultura. São eles:
- Estágio sensório-motor (do nascimento aos dois anos) - a criança desenvolve um conjunto de "esquemas de ação" sobre o objeto, que lhe permitem construir um conhecimento físico da realidade. Nesta etapa desenvolve o conceito de permanência do objeto, constrói esquemas sensório-motores e é capaz de fazer imitações, iniciando a construir representações mentais.
- Estágio pré-operatório (dos dois aos seis anos) - a criança inicia a construção da relação de causa e efeito, bem como das simbolizações. É a chamada idade dos porquês e do faz-de-conta.
- Estágio operatório-concreto (dos sete aos onze anos) - a criança começa a construir conceitos através de estruturas lógicas, consolida a observação de quantidade e constrói o conceito de número. Seu pensamento, apesar de lógico, ainda está centrado nos conceitos do mundo físico, onde abstrações lógico-matemáticas são incipientes.
- Estágio operatório-formal (dos onze aos dezesseis anos) - fase em que o adolescente constrói o pensamento proposicional, conseguindo ter em conta as hipóteses possíveis, os diferentes pontos de vista, e sendo capaz de pensar cientificamente.

### Estrutura e aprendizagem
Na concepção piagetiana, a aprendizagem só ocorre mediante a consolidação das estruturas de pensamento, portanto a aprendizagem sempre se dá após a consolidação do esquema que a suporta, da mesma forma a passagem de um estágio a outro estaria dependente da consolidação e superação do anterior. Na perspectiva de Piaget, para que ocorra a construção de um novo conhecimento, é preciso que se estabeleça um desequilíbrio nas estruturas mentais, isto é, os conceitos já assimilados necessitam passar por um processo de desorganização para que possam novamente, a partir de uma perturbação se reorganizarem, estabelecendo um novo conhecimento. Este mecanismo pode ser denominado de equilibração das estruturas mentais, ou seja, a transformação de um conhecimento prévio em um novo.

## Sócio-interacionismo
Os estudos de Lev Vygotsky (1896-1934) postulam uma dialética das interações com o outro e com o meio, como desencadeador do desenvolvimento sócio-cognitivo. Para Vygotsky e seus colaboradores, o desenvolvimento é impulsionado pela linguagem. Eles acreditam que a estrutura dos estágios descrita por Piaget seja correta, porém diferem na concepção de sua dinâmica evolutiva. Enquanto Piaget defende que a estruturação do organismo precede o desenvolvimento, para Vygotsky é o próprio processo de aprendizagem que gera e promove o desenvolvimento das estruturas mentais superiores.

### Zona de desenvolvimento proximal
Um ponto central da teoria de Vygotsky é o conceito de Zona de Desenvolvimento Proximal (ZDP), que afirma que a aprendizagem acontece no intervalo entre o conhecimento real e o conhecimento potencial. Em outras palavras, a ZDP é a distância existente entre o que o sujeito já sabe e aquilo que ele tem potencialidade de aprender. Seria neste campo que a educação atuaria, estimulando a aquisição do potencial, partindo do conhecimento da ZDP do aprendiz, para assim intervir. O conhecimento potencial, ao ser alcançado, passa a ser o conhecimento real e a ZDP redefinida a partir do que seria o novo potencial.

### Interacionismo e desenvolvimento
Nessa concepção, as interações têm um papel crucial e determinante. Para definir o conhecimento real, Vygotsky sugere que se avalie o que o sujeito é capaz de fazer sozinho, e o potencial daquilo que ele consegue fazer com ajuda de outro sujeito. Assim, determina-se a ZDP e o nível de riqueza e diversidade das interações determinará o potencial atingido. Quanto mais ricas as interações, maior e mais sofisticado será o desenvolvimento.
No campo da educação a interação, que é um dos conceitos fundamentais da teoria de Vygotsky, encaixa-se na concepção de escola que se pretende efetivar no sistema brasileiro de ensino. E neste caso, o professor e o aluno passam a ter um papel essencial no processo de ensino e aprendizagem. Dessa forma é possível desenvolver tanto os conceitos de ZDP quanto a relação existente entre pensamento, linguagem e intervenção no âmbito da escola, possibilitando assim um maior nível de aprendizagem.

### Conectivismo
Discute-se atualmente se o conectivismo constitui-se em uma nova teoria - a de aprendizagem em rede -, como defendido por George Siemens e Stephen Downes. Esses autores consideram-na como uma nova "teoria de aprendizagem para a era digital", utilizando-a para explicar o efeito que as novas tecnologias de informação e comunicação têm sobre a forma como as pessoas se comunicam e como aprendem.